# Vadzim Kaptur
Vadzim Aljaksandravič Kaptur (in bielorusso Вадзім Аляксандравіч Каптур?; Minsk, 12 luglio 1987) è un tuffatore bielorusso. Agli europei di nuoto ha vinto due medaglie d'argento e due di bronzo.

## Biografia
Ha iniziato la sua carriera da ragazzo ai Campionati europei giovanili di nuoto di Linz e Ginevra 2002, vincendo la medaglia d'oro nella categoria Ragazzi "B" nella piattaforma 10 metri.
Nel 2004 ai Campionati europei giovanili di nuoto 2004, in coppia con Nikolai Dyrda, ha vinto la medaglia di bronzo nel trampolino sincro tre metri.
Nel 2005 ha partecipato ai campionati mondiali di nuoto di Montréal dove ha ottenuto il sedicesimo posto alla spalle di Francesco Dell'Uomo nella piattaforma 10 metri individuale. Con il compagno di nazionale Aljaksandr Varlamaŭ ha terminato al sesto posto nel sincro piattaforma 10 metri.
Nel 2008 ha preso parte ai Giochi olimpici di Pechino gareggiando nel concorso dalla piattaforma 10 metri e ha concluso al quattordicesimo posto.

## Palmarès
- Europei

Eindhoven 2008: argento nel sincro 10 m.
Budapest 2010: bronzo nella piattaforma 10 m e nel sincro 10 m.
Berlino 2014: argento nel sincro 10 m.
Rostock 2015: bronzo nella piattaforma 10 m.
- Europei giovanili

Ginevra 2002: oro nella piattaforma 10 m.
Lisbona 2004: bronzo nel trampolino 3 m.